# Utläggningsomkastare
En utläggningsomkastare, ULO, var en strömbrytare i en närradiostudio för att koppla om från annan signalkälla till utgående ljud från studion. Det är med andra ord ULO:n man använder för att börja sända.
Utläggningsomkastaren var vanlig i äldre tiders närradiostudios för att koppla om från en ändlös slinga med pausljud till att påbörja en sändning.
När sändningen var avslutad slog man om ULO:n och pausljudet trädde åter in.
Utläggningsomkastaren kan tekniskt sett fungera på olika sätt. Ett vanligt sätt var att man skickar en likspänning till en ljudväxel placerad vid sändaren, som därigenom får order om att växla om ljudkällan. Likspänningen sänds på samma signalkablar som ljudet från studion, men hörs inte och filtreras bort av ljudväxeln.
Genom denna lösning som fungerar som "fjärrkontroll för ljudväxeln" når man flera syften:
- Pausljudets källa kan placeras centralt och man slipper en ytterligare pryl i studion. När Televerket Radio fanns och ansvarade för utsändningarna var man intresserad av att få bort så mycket teknik som möjligt från närradiostudion.
- Man kunde ha flera studios i samma stad, var och en med en egen utläggningsomkastare som därigenom kunde "begära tid" på sändaren.
- Har man flera studios slipper man att bege sig till en central plats för att koppla om till rätt studio. Bytet mellan studios kunde alltså gå blixtsnabbt, t.o.m. ohörbart för lyssnaren.
- En bortkopplad studio kunde använts för att spela in program, ljudutrustningen var således "ledig" att göra vad man ville med.

En modern närradiostudio har idag mer sofistikerade metoder för att kunna styra över ljudet. Inte sällan har man datorer som sänder ljudet som hörs när ingen sänder, och kan automatisera in- och urkoppling av flera studios, ljudkällor, internetsändningar m.m.